# Dows
Dows és una població dels Estats Units a l'estat d'Iowa. Segons el cens del 2000 tenia 675 habitants.

## Demografia
Segons el cens del 2000, Dows tenia 675 habitants, 290 habitatges, i 164 famílies. La densitat de població era de 334,1 habitants/km².
Dels 290 habitatges en un 21,7% hi vivien nens de menys de 18 anys, en un 47,2% hi vivien parelles casades, en un 7,6% dones solteres, i en un 43,4% no eren unitats familiars. En el 40% dels habitatges hi vivien persones soles el 23,1% de les quals corresponia a persones de 65 anys o més que vivien soles. El nombre mitjà de persones vivint en cada habitatge era de 2,21 i el nombre mitjà de persones que vivien en cada família era de 2,97.
Per edats la població es repartia de la següent manera: un 20% tenia menys de 18 anys, un 7,4% entre 18 i 24, un 25,5% entre 25 i 44, un 20,9% de 45 a 60 i un 26,2% 65 anys o més.
L'edat mediana era de 42 anys. Per cada 100 dones de 18 o més anys hi havia 85,6 homes.
La renda mediana per habitatge era de 26.141 $ i la renda mediana per família de 35.156 $. Els homes tenien una renda mediana de 22.386 $ mentre que les dones 25.500 $. La renda per capita de la població era de 15.109 $. Entorn del 8,1% de les famílies i el 7,7% de la població estaven per davall del llindar de pobresa.

## Poblacions més properes
El següent diagrama mostra les poblacions més properes.